# Lyudmila Smirnova
Lyudmila Stanislavovna Smirnova (em russo:  Людмила Станиславовна Смирнова; Leningrado, RSFS da Rússia, 21 de julho de 1949) é uma ex-patinadora artística russa, que competiu em provas de duplas representando a União Soviética. Ela conquistou uma medalha de prata olímpica em 1972 ao lado de Andrei Suraikin, e cinco medalhas de prata em campeonatos mundiais, sendo em 1970, 1971 e 1972 com Alexei Ulanov, e em 1973 e 1974 com Andrei Suraikin.

## Principais resultados

### Com Alexei Ulanov
| Resultados           | Resultados        | Resultados        | Resultados    | Resultados    | Resultados    | Resultados    | Resultados    | Resultados    | Resultados    | Resultados    | Resultados    | Resultados    |
| Internacional        | Internacional     | Internacional     | Internacional | Internacional | Internacional | Internacional | Internacional | Internacional | Internacional | Internacional | Internacional | Internacional |
| Evento/Temporada     | 1972– 1973        | 1973– 1974        |               |               |               |               |               |               |               |               |               |               |
| -------------------- | ----------------- | ----------------- | ------------- | ------------- | ------------- | ------------- | ------------- | ------------- | ------------- | ------------- | ------------- | ------------- |
| Campeonato Mundial   | Medalha de prata  | Medalha de prata  |               |               |               |               |               |               |               |               |               |               |
| Campeonato Europeu   | Medalha de prata  | Medalha de bronze |               |               |               |               |               |               |               |               |               |               |
| Prize of Moscow News |                   | Medalha de ouro   |               |               |               |               |               |               |               |               |               |               |
| Nacional             |                   |                   |               |               |               |               |               |               |               |               |               |               |
| Campeonato Soviético | Medalha de bronze |                   |               |               |               |               |               |               |               |               |               |               |

### Com Andrei Suraikin
| Resultados                                            | Resultados       | Resultados       | Resultados       | Resultados    | Resultados    | Resultados    | Resultados    | Resultados    | Resultados    | Resultados    | Resultados    | Resultados    |
| Internacional                                         | Internacional    | Internacional    | Internacional    | Internacional | Internacional | Internacional | Internacional | Internacional | Internacional | Internacional | Internacional | Internacional |
| Evento/Temporada                                      | 1969– 1970       | 1970– 1971       | 1971– 1972       |               |               |               |               |               |               |               |               |               |
| ----------------------------------------------------- | ---------------- | ---------------- | ---------------- | ------------- | ------------- | ------------- | ------------- | ------------- | ------------- | ------------- | ------------- | ------------- |
| Jogos Olímpicos                                       |                  |                  | Medalha de prata |               |               |               |               |               |               |               |               |               |
| Campeonato Mundial                                    | Medalha de prata | Medalha de prata | Medalha de prata |               |               |               |               |               |               |               |               |               |
| Campeonato Europeu                                    | Medalha de prata | Medalha de prata | Medalha de prata |               |               |               |               |               |               |               |               |               |
| Prize of Moscow News                                  | Medalha de prata | Medalha de ouro  | Medalha de prata |               |               |               |               |               |               |               |               |               |
| Universíada                                           | Medalha de ouro  |                  |                  |               |               |               |               |               |               |               |               |               |
| Nacional                                              |                  |                  |                  |               |               |               |               |               |               |               |               |               |
| Campeonato Soviético                                  | Medalha de prata | Medalha de prata |                  |               |               |               |               |               |               |               |               |               |
|                                                       |                  |                  |                  |               |               |               |               |               |               |               |               |               |
| Legenda: Competição não foi disputada nesta temporada |                  |                  |                  |               |               |               |               |               |               |               |               |               |